# Scopula tricincta
Scopula tricincta là một loài bướm đêm trong họ Geometridae.